# Menino de Engenho (filme)
Menino de engenho é um filme brasileiro de 1965, do gênero drama, dirigido e roteirizado por Walter Lima Júnior, com roteiro baseado em Menino de engenho, livro de José Lins do Rego. Tem 81 minutos de duração. Teve como produtores o diretor e Glauber Rocha. Nele atuam Geraldo Del Rey, Sávio Rolim, Rodolfo Arena, Anecy Rocha e Margarida Cardoso. Em momentos diferentes, foi variadamente censurado para menores de 10 anos e então menores de 14 anos. Foi produzido no Rio de Janeiro, mas sua primeira exibição ocorreu em 9 de maio de 1966, na sala Rivoli de São Paulo. Recebeu menção honrosa na Semana do Cinema Brasileiro (atual Festival de Brasília) de 1965, realizada em Brasília.
1. ↑  «Menino de Engenho». Cinemateca Brasileira. Consultado em 19 de maio de 2022